# Ärger

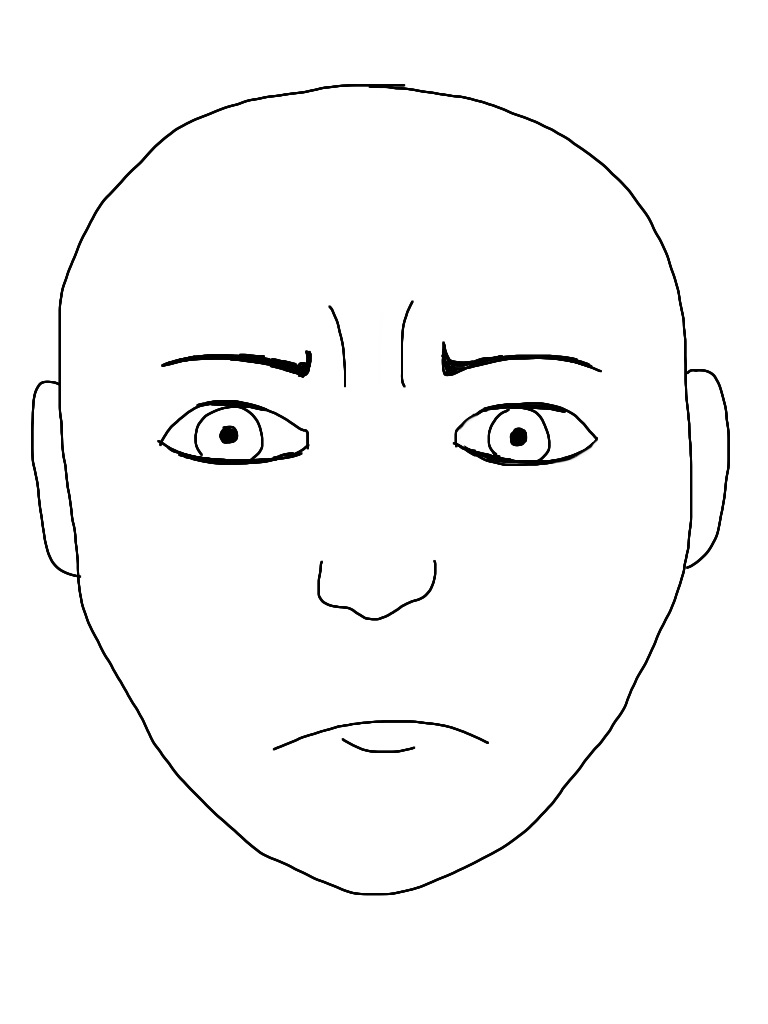
Verärgertes Gesicht

Ärger, auch Verdruss, ist eine spontane, innere, negativ-emotionale Reaktion auf eine unangenehme oder unerwünschte Situation, Person oder Erinnerung. Das, was Ärger hervorruft – das Ärgernis –, kann eine Frustration sein, etwa eine Kränkung. Das Hervorrufen dieser Emotion durch Andere wird als ärgern bezeichnet.

## Bedeutung und Funktion
Mit Ärger umschreibt man eine ganze Gruppe negativer Gefühle, die verschiedene Erregungsniveaus und Intensitäten (Affekt) aufweisen können. Die stärkste Form ist Wut (auch „Rage“), die dem Gegenüber aufgrund aggressiven Verhaltens selten verborgen bleibt (außer evtl. die ohnmächtige Wut). Weniger erregende Formen des Ärgers sind Unbehagen, Unmut oder Missmut. Diese Emotionen sind als innere Reaktionen zunächst spontan und in aller Regel unvermeidbar.
Wie alle Gefühle hat auch der Ärger eine kommunikative Funktion. Sie wird von Sozialkonstruktivisten wie beispielsweise Averill darin gesehen, in zwischenmenschlichen Beziehungen Normen und Werte auszuhandeln.
In Gesellschaft gilt das Zeigen von Ärger mitunter als taktlos. Insbesondere in kollektivistischen Kulturen wie der chinesischen führen Verstöße gegen das Harmoniegebot, etwa durch Zeigen von Ärger und Wut, zum „Gesichtsverlust“. Eine Kleinigkeit, über die man sich aus einer persönlichen Empfindlichkeit heraus unverhältnismäßig stark aufregt, bezeichnet man im Englischen als Pet Peeve.